# Просмотрщик
Просмотрщик — компьютерная программа, предназначенная для просмотра файлов.

## Виды просмотрщиков
Простейшие просмотрщики показывают файлы какого-либо одного формата. Более сложные просмотрщики могут понимать сотни форматов и использовать библиотеки.
Некоторые просмотрщики имеют функции изменения файлов (например, перевода в другой формат или поворота изображения).
Просмотрщики часто бывают встроены в файловые менеджеры (например, mcview в Midnight Commander).
Универсальные просмотрщики HTML с полной поддержкой гипертекста называются браузерами.
Просмотрщики файлов с временно́й составляющей содержания (аудио, видео) называются проигрывателями или плеерами.

## Известные просмотрщики
Многоплатформенные
- Okular — для разнообразных форматов, на базе KDE
- Evince — для разнообразных форматов, на базе GNOME
- Beye (DOS, Microsoft Windows, GNU/Linux, FreeBSD) — свободный просмотрщик программ, текстов и медиа данных; дизассемблер программ.
- GQview — свободный просмотрщик изображений для Unix‐подобных систем с портом для Windows.
- XnView — бесплатный просмотрщик графики.
- Gwenview — для KDE.

DOS
- Hiew — просмотрщик текстов и программ.
- SEA — просмотрщик графики.

Microsoft Windows
- ACDSee — проприетарный просмотрщик графики.
- FastStone Image Viewer — бесплатный просмотрщик графики.
- IrfanView — небольшая по размеру бесплатная программа для просмотра графических, видео- и аудиофайлов.

Unix-подобные ОС
- gThumb — свободный просмотрщик графики.

AmigaOS
- MultiView — проприетарный просмотрщик любых файлов входящий в AmigaOS. Поддерживает столько форматов сколько в системе установлено Datatypes;
- CyberShow — очень быстрый просмотрщик графики входящий в пакет API поддержки видеокарт CyberGfx (CGX);
- Visage — популярная замена MultiView для AmigaOS 3.0 и старше от Магнуса Холмгрена. Этот свободный просмотрщик поддерживает RTG, AGA, ECS, PCHG, SHAM и CLUT. Самостоятельно поддерживает форматы IFF ILBM, JPEG и PNG.

Mac OS X
- Aperture — проприетарный просмотрщик графики от Apple со специальными функциями для профессиональных фотографов.

Другие
- Best View (ZX Spectrum) — просмотрщик текстов, графики и проигрыватель музыки.